# 타슈켄트주
타슈켄트주(우즈베크어: Toshkent viloyati, Тошкент вилояти)는 우즈베키스탄의 윌라야이며 시르다리야강과 톈산산맥 사이에 있는 지역과 우즈베키스탄 북동쪽에 위치해있다. 키르기스스탄, 타지키스탄, 시르다리야 주와 나망간 주와 접경한다. 15,300 km2의 면적을 가지고 있다. 인구는 4,450,000명 가량으로 추산된다.
타슈켄트 주는 15개의 행정 구역으로 나뉘며, 주도는 누라프샨(옛 이름은 토이테파)이다. 수도인 타슈켄트는 독립된 도시로서 타슈켄트 주와는 분리된다. 다른 주요 도시들은 앤그렌, 올말리크, 오안가론, 베코보드, 키르키크, 가잘켄트, 켈레스, 파르켄트, 얀지오보드, 얀지욜을 포함한다.
기후는 온화한 습기찬 겨울과 덥고 건조한 여름을 갖춘 전형적인 대륙성 기후이다.
천연 자원은 철, 갈탄, 몰리브데넘, 아연, 금, 은, 희토류 원소, 천연 가스, 석유, 황, 소금, 석회암, 화강암을 포함한다.
타슈켄트 주는 나라에서 가장 경제적으로 발달되었다. 산업은 에너지 생산, 광업, 금속 공학, 비료, 화학, 전자, 직물, 목화 정제, 식품 가공업, 신발류를 포함한다.
타슈켄트 주는 주로 관개에 기반을 두고 있으며 고도로 발달된 농업 산업을 가지고 있다. 주요 작물은 목화, 삼이지만 시리얼, 멜론, 조롱박, 과일, 채소, 귤속이 증가중이다. 가축 또한 중요하다.
주는 360km 이상의 철로와 3,771km의 포장된 도로와 함께, 매우 발달된 교통 기반시설을 가지고 있다. 타슈켄트는 규모가 큰 국제공항을 가지고 있으며, 그곳은 나라에 주요한 항공 관문이다.
아름다운 산과 숲이 있는 채트칼 국립공원이 타슈켄트 주 내부에 위치한다.
타슈켄트 주의 웹사이트